# Lupinus chipaquensis
Lupinus chipaquensis är en ärtväxtart som beskrevs av Charles Piper Smith. Lupinus chipaquensis ingår i släktet lupiner, och familjen ärtväxter. Inga underarter finns listade i Catalogue of Life.